# NGC 543
NGC 543 is een spiraalvormig sterrenstelsel in het sterrenbeeld Walvis. Het hemelobject ligt 219 miljoen lichtjaar (67,1 × 106 parsec) van de Aarde verwijderd en werd op 31 oktober 1864 ontdekt door de Duits-Deense astronoom Heinrich Louis d’Arrest.

## Synoniemen
- GC 5179
- 2MASX J01254997-0117341
- MCG +00-04-138
- PGC 5311
- ZWG 385.130
- DRCG 7-53